# Руско-американска компания
Руско-американската компания (на руски: Российско-американская компания), официално Руско-американска компания под височайшето покровителство на Негово Императорско Величество, е колониална компания (предимно ловна и търговска) със седалище в Санкт Петербург.
Действа от края на ХVІІІ до края на ХІХ век в руския колониален регион Руска Америка. Служи като средство на Руската империя за усвояване и колонизация на Новия свят.
Първото селище (днес град Кодяк) на о-в Кодяк, Аляска, е създадено от Григорий Шелихов през 1784 г., който заедно с Николай Резанов основава Руско-американската компания, утвърдена с указ от император Павел I на 19 юли 1799. Тя съществува официално до 1881, но изплаща дивиденти до 1888 г.
Компанията се занимава с лов на диви животни и добив на животински кожи с козина, както и с търговия – за руските заселници и с местното население в региона на руските колонии. Фактически има (почти пълен) монопол в бизнеса. Заради усвояването на нови територии (като осигурява данъци от монополно високата колониална печалба) компанията ползва редица привилегии и улеснения от руската държава, която временно ѝ делегира значителна част от своите пълномощия.